# Johan Nordenfalk (1866–1958)
Johan Axel Nordenfalk, född 23 augusti 1866 i Ytterenhörna församling, Södermanlands län, död 23 januari 1958 i Törnsfalls församling, Kalmar län, var en svensk friherre (från 1901), ryttmästare och kabinettskammarherre.

## Biografi
Johan Nordenfalk föddes 1866 på Lövsta. Han var son till filosofiedoktorn Johan Nordenfalk och Emelie Augusta Reuterskiöld. Nordenfalk blev 16 mars 1885 volontär vid Livregementets dragonkår och avlade 16 maj 1885 mogenhetsexamen. Han blev 29 maj 1886 sergeant och 19 juli 1886 elev vid Krigsskolan. Nordenfalk utexaminerades 4 oktober 1887 och blev 31 oktober 1887 underlöjtnant vid Livregementets dragonkår.
Han var 12 maj 1896 attaché vid beskickningen i S:t Petersburg under kejsarköningen i Moskva. Han utnämndes 22 augusti 1896 till riddare av Sankt Stanislausorden, tredje klass och blev 6 november 1896 löjtnant vid regementet. Nordenfalk var disponent för EIfvestorps aktiebolag och direktör för Svartelfs järnväg 1904–1907. Han fick 15 juli 1905 avsked från regementet med tillstån att vara kvar som löjtnant i regementets reserver. Han var från 17 november 1905 även ryttmästare i samma reserv. Nordenfalk utnämndes 6 juni 1911 till riddare av Svärdsorden och tog 6 september 1912 avsked från regementets reserv.
Nordenfalk utnämndes 1912 till riddare av Johanniterorden och fick 7 maj 1915 tillstånd att åter gå med i regementets server som ryttmästare. Han utnämndes 17 december 1915 till riddare av Nordstjärneorden och blev 7 augusti 1921 kabinettskammarherre. Nordenfalk tilldelades 16 juni 1928 Konung Gustaf V:s jubileumsminnestecken.

### Egendom
Nordenfalk ägde mellan 1893–1904 Nyborg i Håtuna socken och 1898–1904 Finstaholm i Häggeby socken. Från 1901 ägde han hälften av Lövsta i Ytterenhörna socken och från 1919 hela. Han ägde från 1919 Blekhem i Törnsfalls socken och från 1924 hus i Stockholm.

### Familj
Nordenfalk gifte sig 2 augusti 1893 på Sturehov i Botkyrka församling med Hedvig Reuterskiöld (1869–1961), dotter till kammarherren Adam Reuterskiöld och grevinnan Charlotta Elisabet Posse. De fick tillsammans barnen Mary Reuterswärd (född 1894) som var gift med löjtnanten Gösta Reuterswärd, Elsa Dagmar Nordenfalk (född 1895) som var gift med löjtnante Lars Axel von Stockenström, Anna Elisabet Nordenfalk (född 1896) som var gift med kaptenen Carl Gripenstedt, hovrättsfiskalken Johan Nordenfalk (född 1897), Gunhild Cecilia Nordenfalk (född 1899) som var gift med löjtnanten, friherre Carl Erik von Platen, Hedvig Emilie Charlotte Nordenfalk (född 1901) som var gift med löjtnanten Axel Fredrik Mannerskantz och studenten Carl Adam Johan Nordenfalk (född 1907).